# Albena Denkova

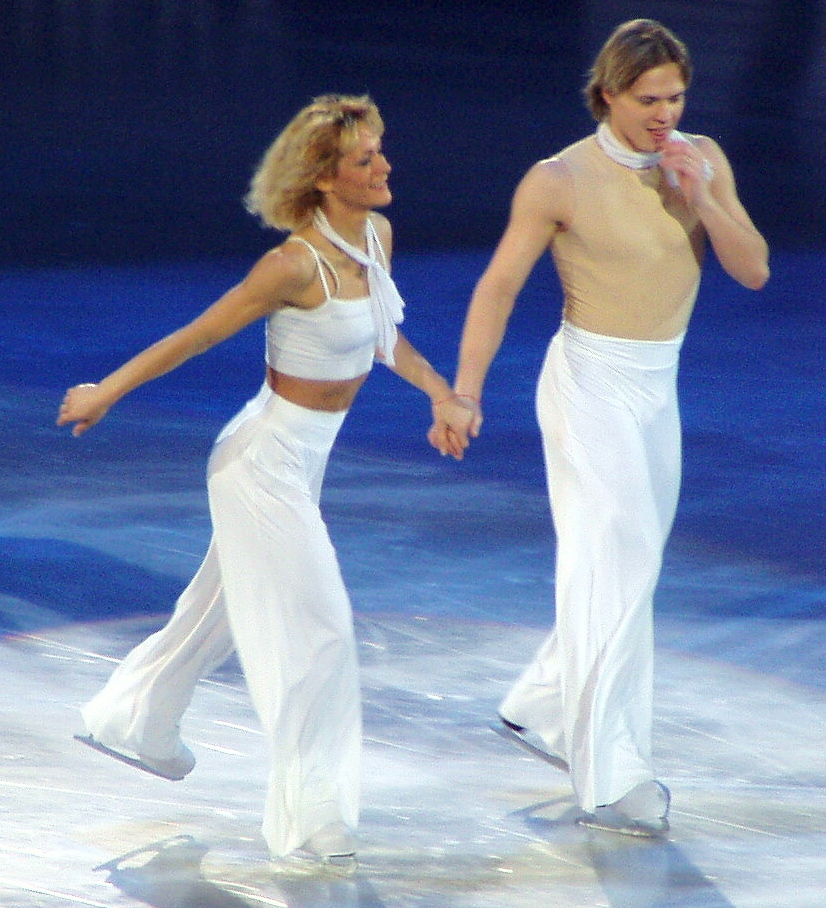
Albena Denkova & Maksim Staviski bij de WK van 2004 in Dortmund

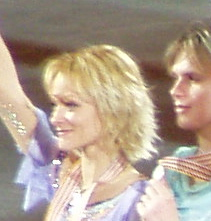
Albena Denkova met Maksim Staviski tijden de prijsuitreiking op de WK 2004 in Dortmund

Albena Denkova (Bulgaars: Албена Денкова) (Sofia, 3 december 1974) is een Bulgaars ijsdanseres. Ze werd twee keer wereldkampioene bij het ijsdansen.
Haar schaatspartner en vriend is Maksim Staviski. Ze zijn de eerste Bulgaren die een medaille hebben gewonnen op grote kampioenschappen (EK/WK).
Denkova begon haar atletiekcarrière als turnster en schakelde in de loop der tijd over naar het kunstschaatsen; ze was toen 8 of 9 jaar oud. Haar eerste partner was Hristo Nikolov. In 1996 ging ze samen schaatsen met Maksim Staviski. In 2000 verhuisden ze van Sofia naar Odintsovo, omdat daar de trainingsfaciliteiten beter zijn.
Tot 2005 werd het paar gecoacht door Alexei Gorshkov, in Odintsovo, vlak bij Moskou in Rusland. Na de WK van 2005 verhuisden ze naar Delaware, Verenigde Staten, om te trainen met Natalja Linitsjoek en Gennadi Karponossov. In 2006 werd bekend dat Denkova voor 5 jaar benoemd is tot presidente van de Bulgaarse Schaats Federatie.
Denkova's jongere zus, Ina Demireva schaatst ook, ze is nog juniore.
Hoewel ze economie studeert aan de universiteit van Sofia, is Denkova fulltime schaatsster.

## Belangrijke resultaten
1992-1995 met Hristo Nikolev, 1997-2007 met Maxim Staviski
| Kampioenschap          | 1992 | 1993 | 1994 | 1995 |  | 1997 | 1998 | 1999 | 2000 | 2001 | 2002 | 2003   | 2004   | 2005 | 2006 | 2007  |
| ---------------------- | ---- | ---- | ---- | ---- |  | ---- | ---- | ---- | ---- | ---- | ---- | ------ | ------ | ---- | ---- | ----- |
| Olympische Spelen      |      |      |      |      |  |      | 18e  |      |      |      | 7e   |        |        |      | 5e   |       |
| Wereldkampioenschap    | 21e  | kw.  | kw.  | 24e  |  | 19e  | 17e  | 11e  | tzt  | 10e  | 5e   | Brons  | Zilver | 5e   | Goud | Goud  |
| Europees Kampioenschap | 18e  | 22e  | kw.  | 22e  |  | 17e  | 16e  | 9e   | tzt  | 8e   | 6e   | Zilver | Zilver | tzt  |      | Brons |
| Bulgaars Kampioenschap |      |      |      |      |  | Goud | Goud | Goud | Goud | Goud | Goud | Goud   | Goud   | Goud | Goud |       |

kw. = alleen kwalificatie

tzt = trokken zich terug